# Lézigneux
 Lézigneux  es una localidad y comuna de Francia, en la región de Ródano-Alpes, departamento de Loira, en el distrito y cantón de Montbrison. Está integrada en la Communauté d'agglomération Loire-Forez.

## Demografía
| 594 | 539 | 597 | 766 | 900 | 1153 |
| Para los censos de 1962 a 1999 la población legal corresponde a la población sin duplicidades (Fuente: INSEE [Consultar]) |     |     |     |     |      |

Forma parte de la aglomeración urbana de Montbrison.